# بلن، موزامبیک
بلن (به لاتین: Bilene) یک شهر در موزامبیک است که در استان گازا واقع شده‌است.